# Bảo tàng Nuôi ong ở Stróże
Bảo tàng Nuôi ong ở Stróże (tiếng Ba Lan: Muzeum Pszczelarstwa w Stróżach) là một bảo tàng tư nhân thuộc sở hữu của Janusz Kasztelewicz - chủ sở hữu của công ty "Bartnik Sądecki". Bảo tàng tọa lạc tại làng Stróże, xã Grybów, huyện Nowosądecki, tỉnh Małopolskie, Ba Lan.

## Lịch sử
Janusz Kasztelewicz bắt đầu làm nghề nuôi ong từ năm 1973. Ông thành lập công ty "Bartnik Sądecki" vào năm 1991 và thành lập Bảo tàng Nuôi ong vào năm 2000. Bảo tàng được đặt theo tên của người nuôi ong Bogdan Szymusik vì ông là chủ sở hữu của bộ sưu tập về tổ ong đã trở thành cơ sở cho triển lãm tổ ong của Bảo tàng. Bogdan Szymusik là một nhà sưu tập ong ở Kraków. Năm 2000, ông đã tặng cho Bảo tàng bộ sưu tập bao gồm hơn 100 tổ ong.

## Triển lãm
Bảo tàng Nuôi ong ở Stróże là một bảo tàng ngoài trời, hiện đang bao gồm các triển lãm sau:
- triển lãm "Bí mật của tổ ong": giới thiệu kiến trúc bên trong tổ ong, đời sống của ong và quá trình sản xuất mật ong
- triển lãm "Ong và người": giới thiệu lịch sử của nghề nuôi ong, các công cụ được sử dụng bởi những người nuôi ong, và trưng bày một bộ sưu tập các ấn phẩm từ thế kỷ 17 và 19[2]

## Giờ mở cửa
Bảo tàng Nuôi ong ở Stróże hoạt động quanh năm, mở cửa tất cả các ngày trong tuần. Khách tham quan phải trả phí vào cửa.